# Art nouveau en Bruselas

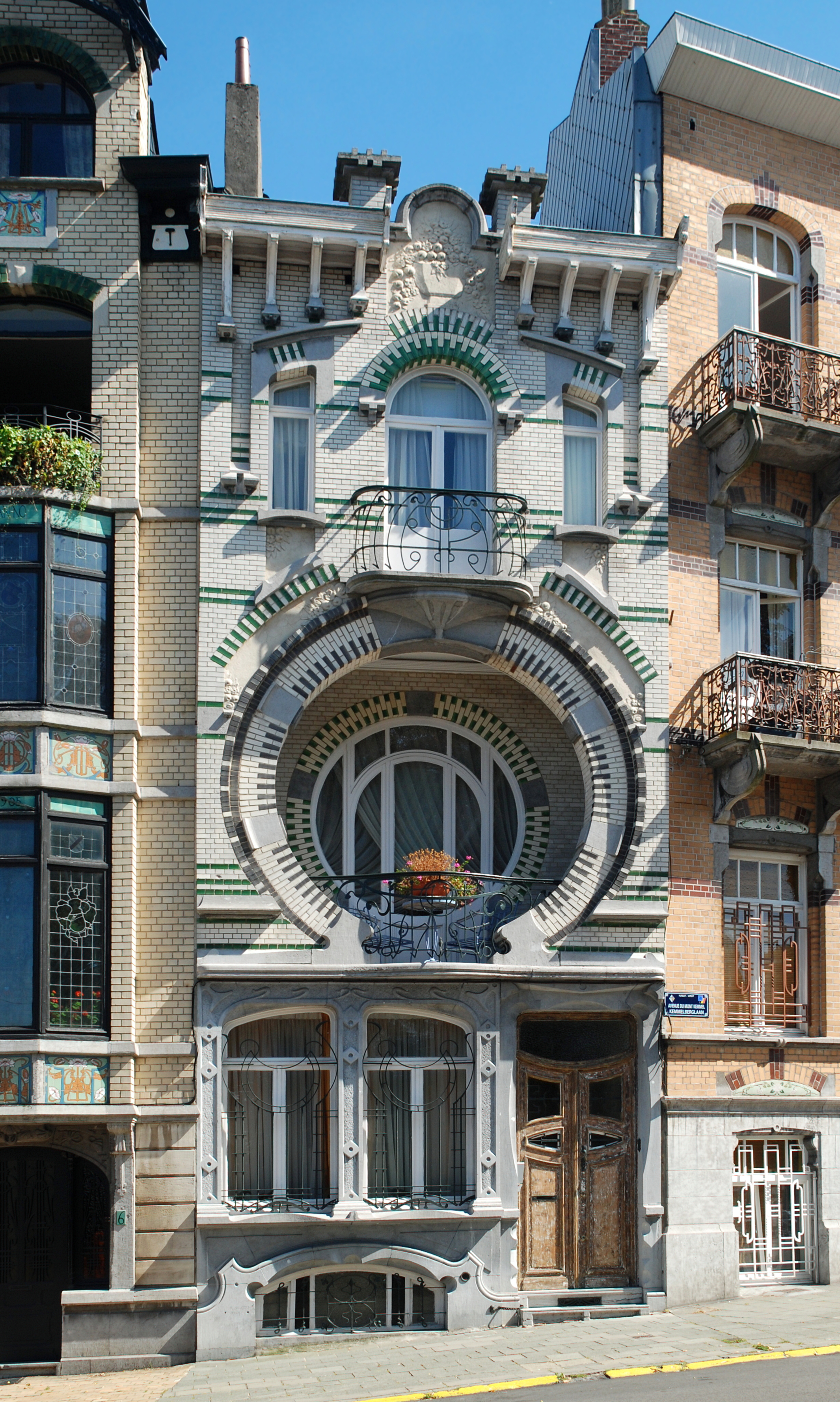
La casa Nelissen, en Forest, ejemplo del art nouveau geométrico de Bruselas

Este artículo lista los edificios de estilo art nouveau de Bruselas (Bélgica).

## Historia
El art nouveau es un movimiento artístico de finales del siglo XIX y principios del XX que nace de una reacción contra el academicismo europeo del siglo XIX. Este estilo se apoya en la estética de las líneas curvas, inspirado por las formas y estructuras naturales.
La casa Tassel de Bruselas se considera a menudo como la primera obra del art nouveau.
Construida por el arquitecto Victor Horta en 1893, el edificio despierta rápidamente la admiración de otros arquitectos, que emulan sus formas. Algunos distritos de Bruselas, como Schaerbeek, Etterbeek, Ixelles y Saint-Gilles, se desarrollan durante la edad de oro del art nouveau y cuentan con numerosos edificios de este estilo.
A pesar de las numerosas demoliciones realizadas desde el final de la II Guerra Mundial hasta finales de los años 60, Bruselas sigue contando con más de 500 edificios art nouveau.

## Catalogación
Entre las obras de estilo art nouveau de Bruselas, cuatro construcciones de Victor Horta forman parte del Patrimonio de la Humanidad desde el año 2000, con la denominación común de «Obra de Victor Horta en Bruselas»: la Casa Tassel, la Casa Solvay, la Casa van Eetvelde y la Casa-taller de Horta (actual museo Horta).
El palacio Stoclet, construido entre 1905 y 1911 por el arquitecto austriaco Josef Hoffmann, uno de los fundadores de la «secesión» de Viena, también es Patrimonio de la Humanidad desde el año 2009.

## Principales arquitectos del art nouveau

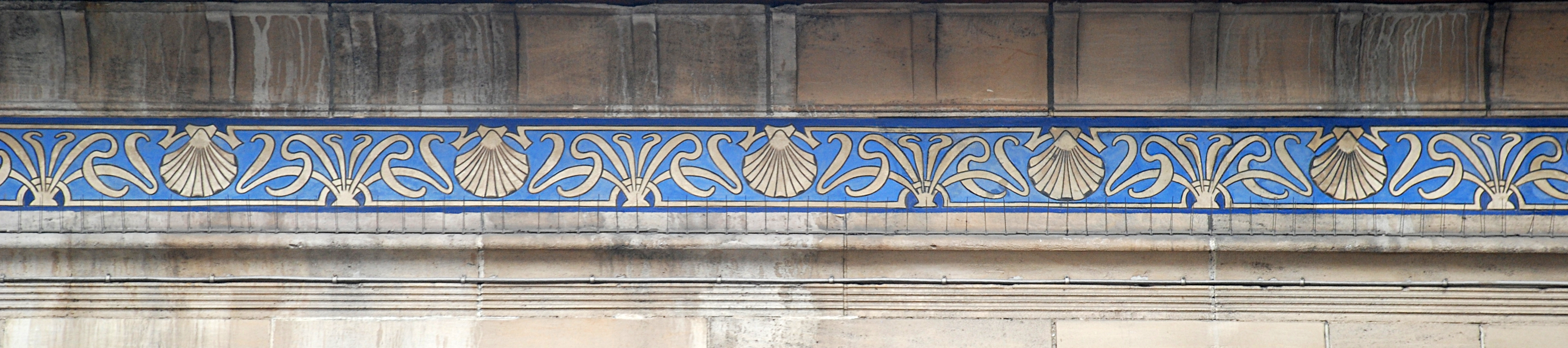
Friso art nouveau de la casa Otlet, de Octave van Rysselberghe

## Edificios
En la lista siguiente figuran en negrita los lugares accesibles al público (museos, galerías, cafés, hoteles, restaurantes, tiendas, etc.).

### Centro
| Edificio                                        | Arquitecto                    | Dirección                                      | Distrito              | Fecha     | Coordenadas                            | Imagen |
| ----------------------------------------------- | ----------------------------- | ---------------------------------------------- | --------------------- | --------- | -------------------------------------- | ------ |
| Antiguos almacenes Waucquez                     | Victor Horta                  | Rue des Sables, 20                             | Bruselas              | 1903-1906 | 50°51′04″N 4°21′36″E / 50.8511, 4.36   |        |
| Antiguos almacenes Wolf                         | Louis Bral                    | Rue du Canal, 11/13                            | Bruselas              | 1905      | 50°51′17″N 4°21′06″E / 50.8548, 4.3516 |        |
| Antiguos almacenes Hermanos Wolfers             | Victor Horta                  | Rue d'Arenberg, 11/13                          | Bruselas              | 1909-1912 | 50°50′53″N 4°21′24″E / 50.848, 4.3567  |        |
| Chemiserie Niguet (fachada)                     | Paul Hankar                   | Rue Royale, 13                                 | Bruselas              | 1896      | 50°50′53″N 4°21′48″E / 50.848, 4.3632  |        |
| Ciudad Hellemans                                | Émile Hellemans               | Rue Blaes y alrededores                        | Bruselas              | 1905-1914 |                                        |        |
| Grande Maison de Blanc (cerámicas)              | Henri Privat-Livemont         | Rue du Marché aux Poulets, 32/34               | Bruselas              | 1897      | 50°50′56″N 4°21′04″E / 50.8488, 4.351  |        |
| Casa Frison                                     | Victor Horta                  | Rue Lebeau, 37                                 | Bruselas              | 1894-1895 | 50°50′33″N 4°21′15″E / 50.8426, 4.3541 |        |
| Casa Gresham                                    | Léon Govaerts                 | Place Royale, 3                                | Bruselas              | 1900-1901 | 50°50′31″N 4°21′31″E / 50.842, 4.3587  |        |
| Hotel Métropole (interior)                      | Alban Chambon                 | Place de Brouckère                             | Bruselas              | 1893      | 50°51′05″N 4°21′13″E / 50.8514, 4.3536 |        |
| Jardín de infancia n°15 de la villa de Bruselas | Victor Horta                  | Rue Saint-Ghislain, 40                         | Bruselas              | 1895-1899 | 50°50′21″N 4°20′52″E / 50.8391, 4.3479 |        |
| Comercio Marjolaine (fachada)                   | Léon Sneyers                  | Rue de la Madeleine, 7                         | Bruselas              | 1904      | 50°50′46″N 4°21′17″E / 50.846, 4.3547  |        |
| Casa Cortvriendt                                | Léon Sneyers                  | Rue de Nancy, 6/8                              | Bruselas              | 1900      | 50°50′23″N 4°20′53″E / 50.8397, 4.348  |        |
| Museos Reales de Bellas Artes de Bélgica        | Collection Gillion-Crowet     | Rue de la Régence, 3                           | Bruselas              |           | 50°50′31″N 4°21′28″E / 50.8419, 4.3577 |        |
| Old England                                     | Paul Saintenoy                | Rue Montagne de la Cour, 2                     | Bruselas              | 1898-1899 | 50°50′34″N 4°21′32″E / 50.8428, 4.3588 |        |
| Hotel Le Palace (Crowne Plaza)                  | Adhémar Lener y Antoine Pompe | Place Charles Rogier, 22/24 y rue Gineste, 3/5 | Saint-Josse-ten-Noode | 1898-1899 | 50°51′20″N 4°21′34″E / 50.8555, 4.3595 |        |
| Palais du vin                                   | Fernand Symons                | Rue des Tanneurs, 58/62                        | Bruselas              | 1901      | 50°50′23″N 4°20′48″E / 50.8397, 4.3467 |        |
| Taverne-restaurant Falstaff                     | E.Houbion                     | Rue Henri Maus, 17/19                          | Bruselas              | 1903      | 50°50′52″N 4°21′00″E / 50.8477, 4.3499 |        |

### Zona Louise e Ixelles
| Edificio                               | Arquitecto                                   | Dirección                          | Distrito     | Fecha     | Coordenadas                            | Imagen |
| -------------------------------------- | -------------------------------------------- | ---------------------------------- | ------------ | --------- | -------------------------------------- | ------ |
| Taller del maestro cristalero Sterner  | Ernest Delune                                | Rue du Lac, 6                      | Ixelles      | 1902      | 50°49′28″N 4°22′15″E / 50.8244, 4.3707 |        |
| Casa Ciamberlani                       | Paul Hankar                                  | Rue Defacqz, 48                    | Ixelles      | 1897      | 50°49′40″N 4°21′35″E / 50.8279, 4.3597 |        |
| Casa De Brouckère                      | Octave van Rysselberghe y Henry van de Velde | Rue Jordaens, 34                   | Bruselas     | 1896      | 50°49′15″N 4°22′08″E / 50.8209, 4.3688 |        |
| Casa del barón Buffin                  | Henri Jacobs                                 | Rue Caroly 19                      | Ixelles      | 1904      | 50°50′19″N 4°22′12″E / 50.8385, 4.3699 |        |
| Casa José Ciamberlani                  | Paul Hankar                                  | Rue Paul-Emile Janson 13/15        | Ixelles      | 1897      | 50°49′39″N 4°21′39″E / 50.8276, 4.3607 |        |
| Casa Max Hallet                        | Victor Horta                                 | Avenue Louise, 346                 | Bruselas     | 1903-1904 | 50°49′20″N 4°22′10″E / 50.8223, 4.3695 |        |
| Casa Otlet                             | Octave van Rysselberghe                      | Rue de Livourne, 48                | Bruselas     | 1894-1898 | 50°49′47″N 4°21′35″E / 50.8296, 4.3597 |        |
| Casa René Janssens                     | Paul Hankar                                  | Rue Defacqz, 50                    | Ixelles      | 1898      | 50°49′40″N 4°21′35″E / 50.8279, 4.3596 |        |
| Casa Solvay Patrimonio de la Humanidad | Victor Horta                                 | Avenue Louise, 224                 | Bruselas     | 1895-1898 | 50°49′35″N 4°21′55″E / 50.8263, 4.3653 |        |
| Casa Tassel Patrimonio de la Humanidad | Victor Horta                                 | Rue Paul-Emile Janson, 6           | Bruselas     | 1893      | 50°49′40″N 4°21′43″E / 50.8278, 4.362  |        |
| Casa                                   | Ernest Blerot                                | Rue Belle Vue, 30/32/42/44/46      | Bruselas     |           | 50°49′14″N 4°22′19″E / 50.8205, 4.372  |        |
| Casa                                   | Ernest Blerot                                | Avenue des Klauwaerts, 15/16       | Ixelles      | 1907      | 50°49′18″N 4°22′30″E / 50.8216, 4.375  |        |
| Casa                                   | Ernest Blerot                                | Avenue Général de Gaulle, 38/39    | Ixelles      | 1904      | 50°49′26″N 4°22′19″E / 50.824, 4.372   |        |
| Casa                                   | Armand Van Waesberghe                        | Rue Faider, 85                     | Ixelles      | 1900      | 50°49′37″N 4°21′34″E / 50.8269, 4.3595 |        |
| Casa                                   | Léon Delune                                  | Rue des Champs Elysées, 74         | Ixelles      | 1910      | 50°49′46″N 4°22′07″E / 50.8295, 4.3686 |        |
| Casa                                   | Paul Hamesse                                 | Rue des Champs Elysées, 72         | Ixelles      | 1908      | 50°49′46″N 4°22′07″E / 50.8295, 4.3685 |        |
| Casa Beukman                           | Albert Roosenboom                            | Rue Faider, 83                     | Ixelles      | 1900      | 50°49′37″N 4°21′34″E / 50.827, 4.3595  |        |
| Casa de un constructor                 | Édouard Pelseneer                            | Rue Malibran, 47                   | Ixelles      | 1900      | 50°49′49″N 4°22′24″E / 50.8302, 4.3734 |        |
| Casa Hankar                            | Paul Hankar                                  | Rue Defacqz, 71                    | Saint-Gilles | 1893      | 50°49′38″N 4°21′28″E / 50.8272, 4.3578 |        |
| Casa Sander Pierron                    | Victor Horta                                 | Rue de l'Aqueduc, 157              | Ixelles      | 1903      | 50°49′25″N 4°21′21″E / 50.8236, 4.3558 |        |
| Casa Van Rysselberghe                  | Octave van Rysselberghe                      | Rue de Livourne, 83                | Ixelles      | 1912      | 50°49′41″N 4°21′39″E / 50.8281, 4.3608 |        |
| Casa Vinck                             | Victor Horta                                 | Rue de Washington, 85              | Ixelles      | 1903      | 50°49′41″N 4°21′39″E / 50.8281, 4.3608 |        |
| Casa taller Géo Ponchon                |                                              | Rue de la Croix, 25                | Ixelles      | 1898      | 50°49′53″N 4°21′57″E / 50.8315, 4.3659 |        |
| Casa taller Taymans                    | Paul Hamesse                                 | Rue des Champs Elysées, 6          | Ixelles      | 1906      | 50°49′55″N 4°21′58″E / 50.832, 4.3661  |        |
| Secuencia                              | Ernest Blerot                                | Rue Ernest Solvay, 12–22           | Ixelles      | 1900      | 50°50′10″N 4°21′51″E / 50.836, 4.3642  |        |
| Secuencia                              | Ernest Blerot                                | Rue Saint-Boniface, 15/17/19/20/22 | Ixelles      | 1900      | 50°50′10″N 4°21′51″E / 50.8362, 4.3643 |        |
| Vidriera La Vague (La ola)             | Raphaël Évaldre y Henri Privat-Livemont      | Rue de l'Arbre Bénit, 123          | Ixelles      | 1897      | 50°49′50″N 4°21′50″E / 50.8305, 4.3639 |        |

### Zona de lasSquaresy el Cincuentenario
| Edificio                                     | Arquitecto            | Dirección                       | Distrito            | Fecha     | Coordenadas                            | Imagen |
| -------------------------------------------- | --------------------- | ------------------------------- | ------------------- | --------- | -------------------------------------- | ------ |
| Taller Potvin                                | Paul Hamesse          | Rue Charles-Quint, 103          | Bruselas            | 1898      | 50°50′57″N 4°23′11″E / 50.8492, 4.3864 |        |
| Casa Defize                                  | Léon Govaerts         | Avenue Palmerston, 14           | Bruselas            | 1898-1900 | 50°50′50″N 4°22′52″E / 50.8472, 4.3811 |        |
| Casa Deprez-Van de Velde                     | Victor Horta          | Avenue Palmerston, 3            | Bruselas            | 1896-1899 | 50°50′48″N 4°22′50″E / 50.8466, 4.3806 |        |
| Casa van Eetvelde Patrimonio de la Humanidad | Victor Horta          | Avenue Palmerston, 2-4          | Bruselas            | 1895-1897 | 50°50′50″N 4°22′50″E / 50.8472, 4.3806 |        |
| Casa                                         | Gustave Strauven      | Rue Saint-Quentin, 30-32        | Bruselas            | 1899      | 50°50′43″N 4°22′51″E / 50.8452, 4.3809 |        |
| Casa                                         | Armand Van Waesberghe | Rue Philippe le Bon, 55         | Bruselas            | 1898      | 50°50′51″N 4°22′38″E / 50.8474, 4.3772 |        |
| Casa                                         | Armand Van Waesberghe | Square Gutenberg, 5             | Bruselas            | 1898      | 50°50′51″N 4°22′38″E / 50.8475, 4.3773 |        |
| Casa                                         | Victor Taelemans      | Rue Philippe le Bon, 70         | Bruselas            | 1901      | 50°50′51″N 4°22′37″E / 50.8476, 4.377  |        |
| Casa                                         | Armand Van Waesberghe | Avenue de la Brabançonne, 50/52 | Schaerbeek          | 1898      | 50°50′57″N 4°23′07″E / 50.8493, 4.3853 |        |
| Casa Cauchie                                 | Paul Cauchie          | Rue des Francs, 5               | Etterbeek           | 1905      | 50°50′18″N 4°23′43″E / 50.8384, 4.3953 |        |
| Casa de los Quackers                         | Georges Hobé          | Square Ambiorix, 50             | Bruselas            | 1899      | 50°50′51″N 4°22′55″E / 50.8474, 4.3819 |        |
| Casa Saint-Cyr                               | Gustave Strauven      | Square Ambiorix, 11             | Bruselas            | 1901-1903 | 50°50′52″N 4°23′02″E / 50.8478, 4.3839 |        |
| Casa Strauven                                | Gustave Strauven      | Rue de Luther, 28               | Bruselas            | 1902      | 50°51′02″N 4°23′07″E / 50.8506, 4.3853 |        |
| Casa Van den Heede                           | Gustave Strauven      | Rue de l'Abdication, 4          | Bruselas            | 1902      | 50°51′00″N 4°23′11″E / 50.85, 4.3864   |        |
| Casa Van Dyck                                | Gustave Strauven      | Boulevard Clovis, 85/87         | Bruselas            | 1900      | 50°51′00″N 4°22′51″E / 50.8501, 4.3807 |        |
| Casa taller del escultor Pierre Braecke      | Victor Horta          | Rue de l'Abdication, 31         | Bruselas            | 1901-1903 | 50°51′00″N 4°23′12″E / 50.8499, 4.3866 |        |
| Palacio Stoclet Patrimonio de la Humanidad   | Josef Hoffmann        | Avenue de Tervueren, 271        | Woluwe-Saint-Pierre | 1906-1911 | 50°50′06″N 4°24′58″E / 50.835, 4.4161  |        |

### Saint-Gilles y Forest
| Edificio                                                | Arquitecto                         | Dirección                           | Distrito     | Fecha        | Coordenadas                            | Imagen |
| ------------------------------------------------------- | ---------------------------------- | ----------------------------------- | ------------ | ------------ | -------------------------------------- | ------ |
| Taller de escultura de Jacques Sermon y Henri Pletinckx | Richard Pringiers                  | Rue Arthur Diderich, 47             | Saint-Gilles | 1900         | 50°49′21″N 4°20′37″E / 50.8226, 4.3436 |        |
| Clínica del Doctor Van Neck                             | Antoine Pompe                      | Rue Henri Wafelaerts, 53            | Saint-Gilles | 1910         | 50°49′16″N 4°21′00″E / 50.8212, 4.3501 |        |
| Escuela Rodenbach                                       | Henri Jacobs                       | Rue Rodenbach, 33                   | Forest       | 1905         | 50°49′10″N 4°20′39″E / 50.8194, 4.3441 |        |
| Casa Hannon                                             | Jules Brunfaut                     | Rue de Jonction, 1                  | Saint-Gilles | 1902         | 50°49′15″N 4°21′08″E / 50.8208, 4.3522 |        |
| Casa Winssinger                                         | Victor Horta                       | Rue de l'Hôtel des Monnaies, 66     | Saint-Gilles | 1894         | 50°49′52″N 4°20′55″E / 50.8311, 4.3487 |        |
| Inmueble De Beck                                        | Gustave Strauven                   | Avenue Paul Dejaer, 9               | Saint-Gilles | 1902         | 50°49′35″N 4°20′41″E / 50.8263, 4.3446 |        |
| Viviendas obreras                                       | Henri Jacobs                       | Rue Rodenbach, 14–22                | Forest       | 1901         | 50°49′12″N 4°20′40″E / 50.8199, 4.3445 |        |
| Viviendas obreras                                       | Léon Govaerts                      | Rue Marconi, 32                     | Forest       | 1901         | 50°49′12″N 4°20′37″E / 50.8199, 4.3436 |        |
| Comercio Forge                                          | Paul Hankar                        | Avenue Paul Dejaer, 6               | Saint-Gilles | 1898         | 50°49′35″N 4°20′42″E / 50.8265, 4.3449 |        |
| Casa                                                    | Ernest Blerot                      | Avenue Brugmann, 120/122/124        | Forest       | 1904         | 50°49′04″N 4°21′03″E / 50.8179, 4.3509 |        |
| Casa                                                    | Alphonse Boelens                   | Avenue Biesme, 103                  | Forest       | 1903         | 50°49′16″N 4°20′25″E / 50.8212, 4.3403 |        |
| Casa                                                    | Benjamin De Lestré de Fabribeckers | Rue Africaine, 92                   | Saint-Gilles | 1905         | 50°49′30″N 4°21′27″E / 50.8251, 4.3574 |        |
| Casa                                                    | Camille Damman                     | Avenue Demeur, 51                   | Saint-Gilles | 1905         | 50°49′31″N 4°20′40″E / 50.8253, 4.3444 |        |
| Casa                                                    | Paul Vizzavona                     | Rue de Roumanie, 40                 | Saint-Gilles | 1905         | 50°49′39″N 4°21′01″E / 50.8275, 4.3503 |        |
| Casa Aglave                                             | Paul Hankar                        | Rue Antoine Bréart, 7               | Saint-Gilles | 1898         | 50°49′27″N 4°21′00″E / 50.8242, 4.3499 |        |
| Casa Forge                                              | Paul Hankar                        | Avenue Adolphe Demeur, 6            | Saint-Gilles | 1898         | 50°49′32″N 4°20′50″E / 50.8255, 4.3471 |        |
| Casa Géo Bernier                                        | Paul Hamesse                       | Rue de la Réforme, 4                | Ixelles      |              | 50°49′15″N 4°21′18″E / 50.8207, 4.355  |        |
| Casa Gouweloos                                          | Paul Hankar                        | Rue d'Irlande, 70                   | Saint-Gilles | 1896         | 50°49′33″N 4°21′09″E / 50.8258, 4.3525 |        |
| Casa Horta (museo Horta) Patrimonio de la Humanidad     | Victor Horta                       | Rue Américaine, 23–25               | Saint-Gilles | 1898-1901    | 50°49′27″N 4°21′19″E / 50.8242, 4.3554 |        |
| Casa de los búhos                                       | Édouard Pelseneer                  | Avenue Brugmann, 55                 | Saint-Gilles | 1899         | 50°49′16″N 4°21′09″E / 50.8211, 4.3525 |        |
| Casa Nelissen                                           | Arthur Nelissen                    | Avenue du Mont Kemmel, 5            | Forest       | 1905         | 50°49′19″N 4°20′27″E / 50.822, 4.3409  |        |
| Casa Peereboom                                          | Georges Peereboom                  | Avenue Jef Lambeaux, 8 y 12         | Saint-Gilles | 1898         | 50°49′26″N 4°20′46″E / 50.824, 4.3462  |        |
| Casa taller de Georges Lemmers                          | Gabriel Charle                     | Rue de la Réforme, 74               | Ixelles      | 1904         | 50°49′12″N 4°21′31″E / 50.8199, 4.3585 |        |
| Casa taller del escultor Fernand Dubois                 | Victor Horta                       | Avenue Brugmann, 80                 | Forest       | 1904         | 50°49′09″N 4°21′06″E / 50.8191, 4.3517 |        |
| Casa taller Louise de Hem                               | Ernest Blerot                      | Rue Darwin, 15/17                   | Forest       | 1902 et 1905 | 50°49′06″N 4°21′06″E / 50.8182, 4.3518 |        |
| Casas Dewin                                             | Jean-Baptiste Dewin                | Avenue Molière, 151 y 172           | Forest       | 1905 et 1910 | 50°48′58″N 4°20′52″E / 50.8162, 4.3478 |        |
| Casas Hanssens                                          | Paul Hankar                        | Avenue Ducpétiaux, 13/15            | Forest       | 1895         | 50°49′26″N 4°21′11″E / 50.8239, 4.3531 |        |
| Casas Jaspar                                            | Paul Hankar                        | Rue de la Croix de Pierre, 76/78/80 | Saint-Gilles | 1894         | 50°49′45″N 4°21′06″E / 50.8291, 4.3518 |        |
| Secuencia                                               | Jean-Pierre Van Oostveen           | Chaussée de Waterloo, 246 – 256     | Saint-Gilles | 1901         | 50°49′34″N 4°20′48″E / 50.8261, 4.3468 |        |
| Secuencia Blerot                                        | Ernest Blerot                      | Rue Vanderschrick, 1 – 25           | Saint-Gilles | 1900 et 1902 | 50°49′55″N 4°20′41″E / 50.8319, 4.3446 |        |

### Schaerbeek
| Edificio          | Arquitecto         | Dirección                               | Distrito   | Fecha     | Coordenadas                            | Imagen |
| ----------------- | ------------------ | --------------------------------------- | ---------- | --------- | -------------------------------------- | ------ |
| Escuela Josaphat  | Henri Jacobs       | Rue Josaphat, 229 y rue de la Ruche, 30 | Schaerbeek | 1907      | 50°51′44″N 4°22′31″E / 50.8622, 4.3753 |        |
| Casa              | Gustave Strauven   | Avenue Louis Bertrand, 43               | Schaerbeek | 1906      | 50°51′49″N 4°22′33″E / 50.8635, 4.3758 |        |
| Casa              | François Hemelsoet | Avenue Louis Bertrand, 38               | Schaerbeek |           | 50°51′50″N 4°22′33″E / 50.8639, 4.3757 |        |
| Casa              | Henri Jacobs       | Rue Maréchal Foch, 7/11                 | Schaerbeek | 1904      | 50°52′06″N 4°22′26″E / 50.8684, 4.3739 |        |
| Casa              | François Hemelsoet | Avenue Eugène Demolder, 22/24/26        | Schaerbeek | 1906      | 50°52′19″N 4°22′38″E / 50.872, 4.3771  |        |
| Casa              | Henri Jacobs       | Avenue Eugène Demolder, 40              | Schaerbeek | 1910-1913 | 50°52′20″N 4°22′40″E / 50.8722, 4.3779 |        |
| Casa              | François Hemelsoet | Avenue Albert Giraud, 9/11/13           | Schaerbeek | 1912      | 50°52′26″N 4°22′42″E / 50.8738, 4.3782 |        |
| Casa Autrique     | Victor Horta       | Chaussée de Haecht, 266                 | Schaerbeek | 1893      | 50°51′48″N 4°22′23″E / 50.8633, 4.3731 |        |
| Casa Devalck      | Gaspard Devalck    | Rue André Van Hasselt, 32/34            | Schaerbeek | 1899      | 50°51′12″N 4°22′47″E / 50.8534, 4.3798 |        |
| Casa Henri Jacobs | Henri Jacobs       | Rue Maréchal Foch, 9                    | Schaerbeek | 1900      | 50°52′06″N 4°22′27″E / 50.8684, 4.3741 |        |
| Casas             | François Hemelsoet | Avenue Sleeckx, 34 – 44                 | Schaerbeek | 1910-1912 | 50°52′25″N 4°22′51″E / 50.8736, 4.3808 |        |

### Otras zonas
| Edificio                           | Arquitecto         | Dirección                              | Distrito              | Fecha | Coordenadas                            | Imagen |
| ---------------------------------- | ------------------ | -------------------------------------- | --------------------- | ----- | -------------------------------------- | ------ |
| Casa Cohn-Donnay                   | Paul Hamesse       | Rue Royale , 316                       | Saint-Josse-ten-Noode | 1904  | 50°51′27″N 4°22′03″E / 50.8575, 4.3676 |        |
| Casa Delune                        | Léon Delune        | Avenue Franklin Roosevelt, 86          | Bruselas              | 1904  | 50°48′32″N 4°23′04″E / 50.809, 4.3845  |        |
| Casa Govaerts                      | Léon Govaerts      | Rue de Liedekerke, 112                 | Saint-Josse-ten-Noode | 1899  | 50°51′08″N 4°22′29″E / 50.8522, 4.3747 |        |
| Casa Mayeres                       | Michel Mayeres     | Rue Potagère,150                       | Saint-Josse-ten-Noode | 1904  | 50°51′21″N 4°22′26″E / 50.8559, 4.3739 |        |
| Casa taller del pintor Émile Fabry | Émile Lambot       | Rue du Collège Saint-Michel, 6         | Woluwe-Saint-Pierre   | 1902  | 50°50′05″N 4°24′49″E / 50.8346, 4.4137 |        |
| Casas                              |                    | Avenue des Rogations 15 – 21 y 39 – 43 | Woluwe-Saint-Lambert  |       | 50°50′34″N 4°24′17″E / 50.8427, 4.4047 |        |
| Villa Le Bloemenwerf               | Henry van de Velde | Avenue Vanderaey, 80                   | Uccle                 | 1895  | 50°47′45″N 4°20′36″E / 50.7959, 4.3434 |        |
| Villa Pelseneer                    | Édouard Pelseneer  | Avenue Winston Churchill, 51           | Uccle                 | 1910  | 50°48′44″N 4°21′03″E / 50.8123, 4.3509 |        |

## Obras desaparecidas
- Bruselas :
  - Casa del Pueblo, Victor Horta, rue Joseph Stevens (1896-1898, demolida en 1965)
  - Casa Aubecq, Victor Horta, avenue Louise, 520 (1899-1902, demolida en 1950)
- Ixelles : Casa Blerot, rue Vilain XIIII, 1 (1901-1908, demolida en 1965)